# جيراردو بونيلا
جيراردو بونيلا (بالإنجليزية: Gerardo Bonilla)‏ هو مهندس أمريكي، ولد في 1975.